# Yoimer Camacho
Yoimer Daniel Camacho Infante (nacido en Santa Teresa del Tuy, Miranda, Venezuela el 24 de febrero de 1990) es un  pelotero, lanzador de béisbol profesional de La Liga Venezolana de Béisbol Profesional para Los Leones del Caracas. En el periodo primaveral milita con los Pericos de Puebla de la Liga Mexicana de Beisbol.

## Carrera como beisbolista

### 2011
El 30 de diciembre de 2011, hace su primera aparición con la organización Leones del Caracas, en la temporada se fue de 0 ganado y 1 perdido, con una efectividad de 4.50, lanzó su único juego, ponchó a 0 bateadores en 2 entradas, permitió 1 hit, 1 carreras, 0 jonrón y 0 base por bolas.

### 2012
El 2 de diciembre de 2012, vuelve a aparecer con los Leones del Caracas, hasta el 28 de diciembre de 2012, se fue de 0 ganado y 0 perdidos con una efectividad de 7.36 en 2 juegos, ponchó a 1 bateador en 3 2/3 entradas, permitió 4 hit, 4 carreras limpìas, 1 jonrón y 2 base por bolas.

### 2013
Entre 18 de diciembre de 2013, hasta el 28 de diciembre de 2013, se fue de 0 ganados y 0 perdidos con una efectividad de 5.40 en 2 juegos, uno dellos iniciado, ponchó a 2 bateadores en 3 1/3 entradas, permitió 5 hit, 3 carreras, 2 carreras limpìas, 0 jonrón y 1 base por bolas.

### 2014
Entre 9 de diciembre de 2014, y el 21 de diciembre de 2014, se fue de 0 ganados y 2 perdidos con una efectividad de 3.58 en 19 juegos, ponchó a 26 bateadores en 27 2/3 entradas, permitió 26 hit, 13 carreras, 11 carreras limpìas, 2 jonrón y 12 base por bolas.

### 2015
Entre 8 de octubre de 2015, y el 30 de diciembre de 2015, se fue de 1 ganado y 0 perdidos con una efectividad de 5.14 en 26 juegos, ponchó a 16 bateadores en 35 2/3 entradas, permitió 38 hit, 22 carreras, 20 carreras limpìas, 3 jonrón y 14 base por bolas.

### 2016
Entre 30 de junio de 2016, T & A San Marino ha añadido al lanzador lo ficha, para la temporada 2016 en el béisbol de la Liga Italiana de Béisbol. El venezolano es un exjugador de ligas menores con los Diamondbacks de Arizona. Entre 2008 y 2013 pasó cinco temporadas en el béisbol de ligas menores afiliados con una efectividad de 3.91. Las últimas temporadas se asentaron principalmente en la liga invernal venezolana (LVBP) con los Leones del Caracas.
El 6 de octubre de 2016, Yoimer Camacho es asignado a los Leones del Caracas.

### 2017
El 9 de octubre de 2017, Yoimer Camacho es asignado a los Leones del Caracas.

### 2018
19 de diciembre de 2018, Yoimer Camacho es asignado a los Leones del Caracas de la Liga Venezolana de Béisbol Profesional para la temporada 2018-2019. Jugó un solo partido, dejando un registro de 0 ganado y 0 perdidos, con un efectividad de 0.00, permitiendo 1 Hit, 0 carreras, 0 jonrones, 1 bases por bolas, ponchó a 1 en 1 entrada.
En septiembre del mismo año Yoimer Camacho es incorporado a las águilas de salta en la liga argentina de béisbol. Teniendo una gran actuación en esta liga semiprofesional, retirándose con más de 80 ponches y con el primer juego sin hit ni carreras en la historia de la liga
En noviembre de este año Yoimer es incorporado en el draft de final de temporada por Falcons de Córdoba (el equipo campeón de la liga argentina de béisbol), viajando a Panamá para representar a Argentina en la serie latinoamericana de béisbol.
Luego de su gran actuación en Panamá el equipo Toros de Herrera (en ese momento campeón de Panamá y participante de la serie del Caribe) lo incorpora para participar en la serie del Caribe por parte de Panamá. Pero esto no se logra ya que en el mismo año había jugado la liga venezolana de béisbol profesional.
2022
Actualmente es parte de la organización Pericos de Puebla en la Liga Mexicana de Béisbol,  desempeñándose como lanzador preparador y cerrador.